# Jacob Savery
Jacob Savery, parfois appelé Jacques Savery l'Ancien ou encore Jacob Savery le Vieux, né à Courtrai vers 1565 et mort à Amsterdam en 1603, est un peintre flamand miniaturiste et animalier de la Renaissance.

## Biographie
Frère aîné de Roelandt Savery auquel il donna sa formation, il est lui-même élève de Hans Bol à Anvers. 
Il est inscrit en tant que membre de la guilde des peintres de Haarlem en 1587 et obtient le droit de citoyenneté à Amsterdam en 1591.
Il séjourne à Dordrecht et Haarlem, avant de se fixer définitivement à Amsterdam en 1591 en même temps que Hans Bol.
Auteur de dessins et de rares tableaux, scènes de kermesses et paysages, traités à la manière de Pieter Brueghel l'Ancien, il est maintenant pressenti comme le Maître des Petits Paysages. Il est emporté par l'épidémie de peste de 1603.
Il a un fils : Jacob Savery II (ca.1593-1627). Il aurait reçu Guilliam van Nieuwelandt en apprentissage.

## Œuvre peint
- La kermesse de Saint-Georges
- Le Jardin d'Éden
- La Tour de Babel (circa 1580)

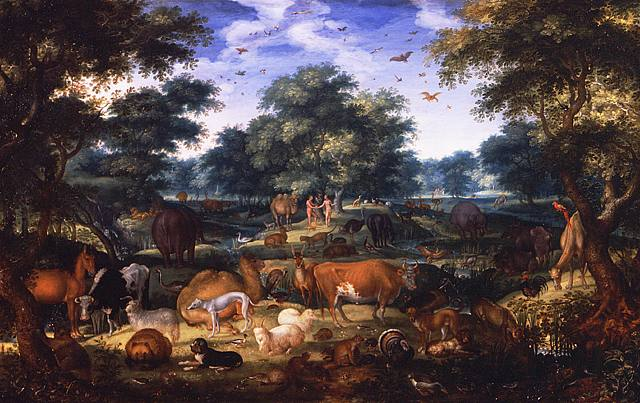
Le Jardin d'Éden (1601, Collection Girardet, Kettwig).

- Patineurs sur une rivière gelée près d'une église[3]

## Œuvre gravé

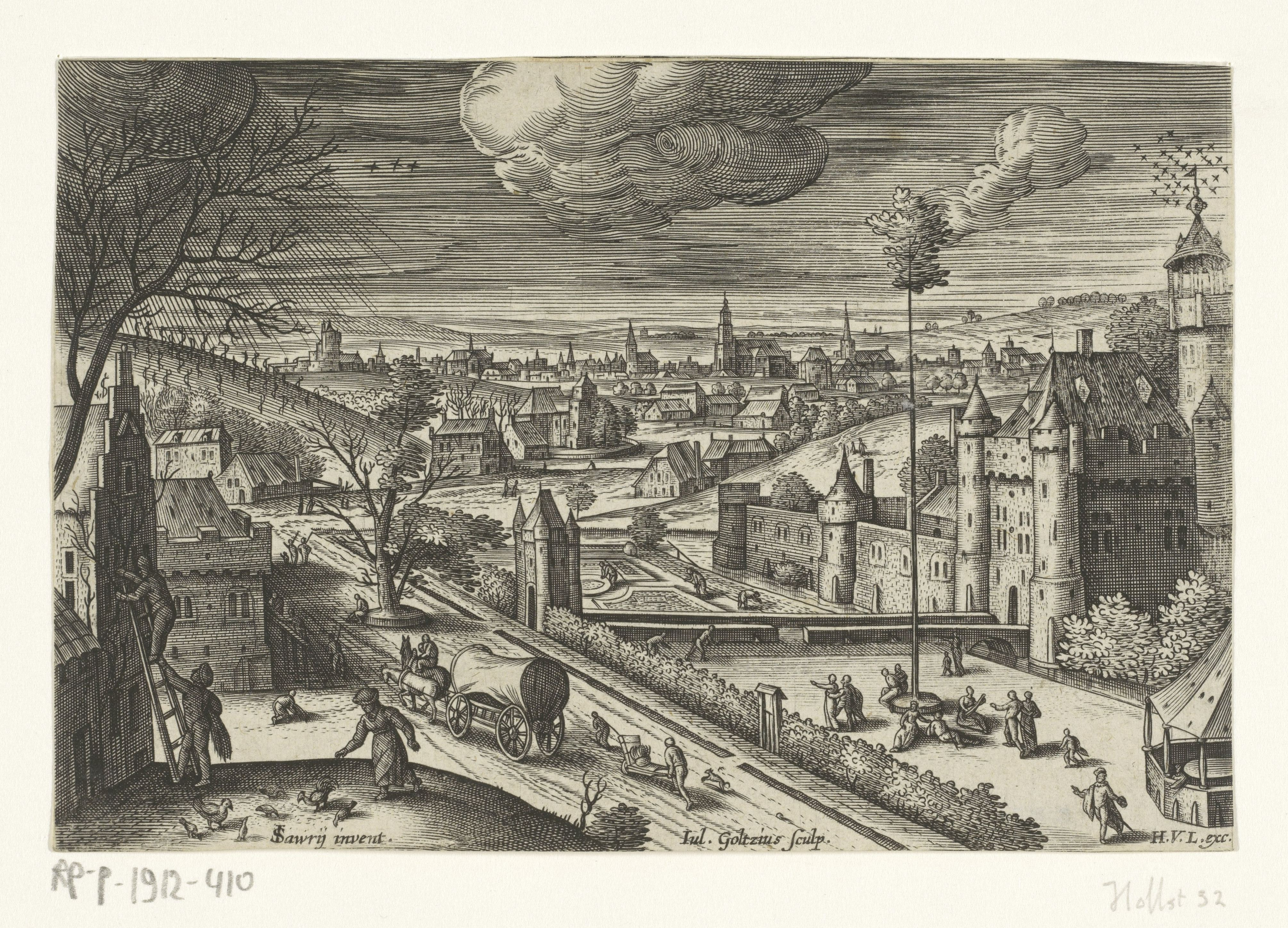
Paysage avec un château (ca. 1560 - 1595).

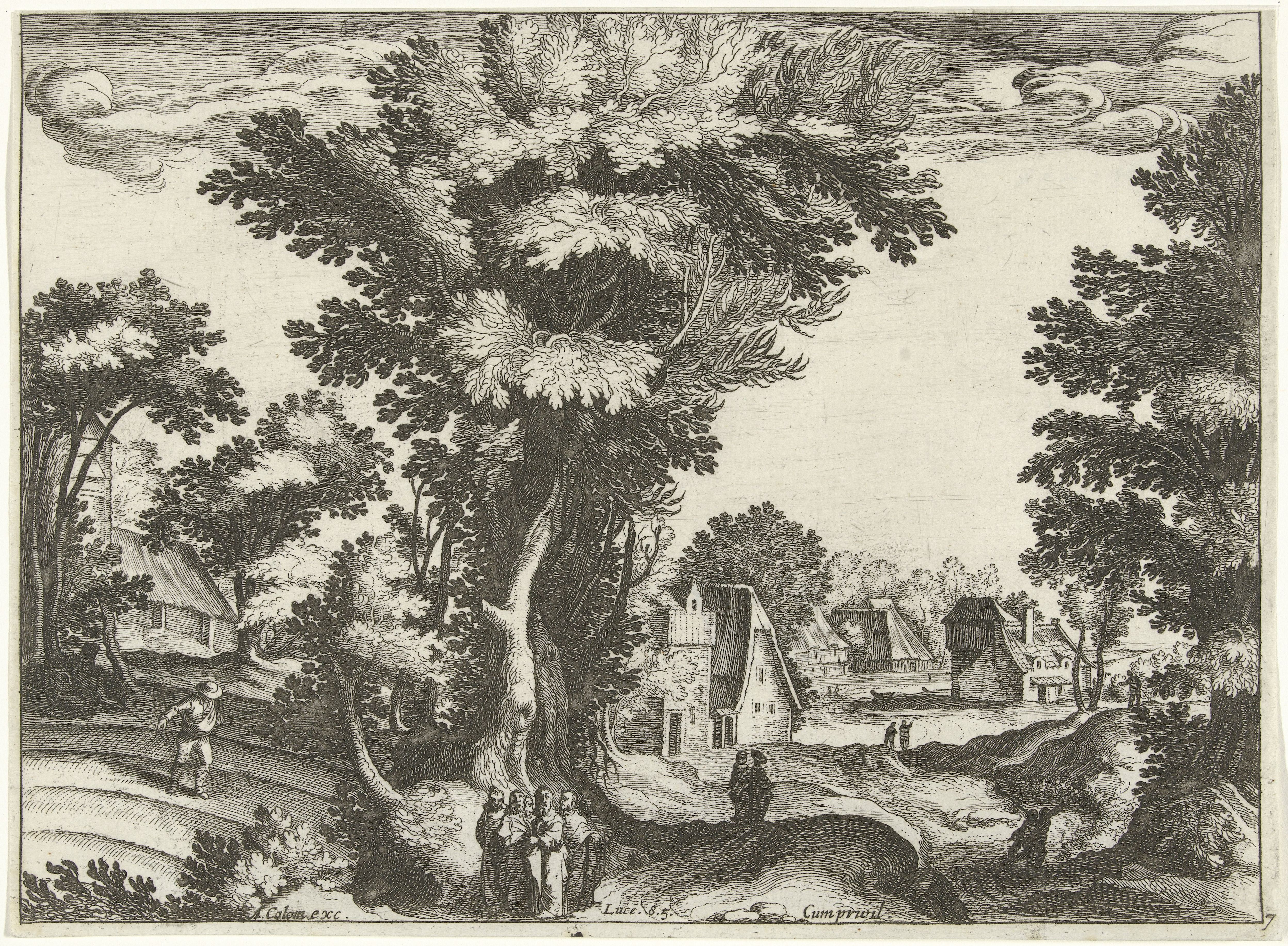
Paysage à l'image de l'ivraie parmi les blés, de la série Paysages avec des scènes de la vie du Christ (1651 - 1658).

### New York
- Pierpont Morgan Library
  - Paysage avec un Château, circa 1590.
    - Longtemps attribué à Pierre Bruegel l'Ancien.

### Paris
- Institut néerlandais - Fondation Custodia - Collection Frits Lugt
  - Paysage rocheux, circa 1590 (11 × 20,1 cm)
    - Longtemps attribué à Pierre Bruegel l'Ancien.

### Munich
- Staatliche Graphische Sammlung
  - Paysage rocheux, château fort et rivière, circa 1590, (19,2 × 31 cm)
    - Longtemps attribué à Pierre Bruegel l'Ancien.

### Amsterdam
- Rijksmuseum (Cabinet royal des estampes - Rijksprentenkabinet)
  - Rivière qui coule près d'une Falaise et une Ville, circa 1590, (14,4 × 19 cm)
    - Longtemps attribué à Pierre Bruegel l'Ancien.

### Rotterdam
- Musée Boijmans Van Beuningen
  - Caravane de mulets à flanc de montagne ou Château dans un Ravin, circa 1590, (16 × 21 cm)
    - Longtemps attribué à Pierre Bruegel l'Ancien.

### Londres
- Victoria and Albert Museum
  - Dorpskermis.